# Vuelve Sebastiana
Vuelve Sebastiana es un cortometraje semi-documental boliviano de 1953 dirigido por Jorge Ruiz Calvimonte y Augusto Roca, La historia relata el diario vivir de una comunidad llamada Chipaya (descendientes de la tribu de los Chulpas) , asentada en Oruro (Bolivia).

## Resumen
El film nos relata la historia de una niña llamada Sebastiana (Sebastiana Kespi), quien pastorea a su reducido rebaño de ovejas, porque estas mueren por hambre y sed a causa de la sequía en la región, la pequeña sobrevive como puede con su madre.
Un día la curiosidad lleva a Sebastiana a salir de su comunidad y adentrarse al desconocido, prohibido y vecino pueblo de los aymaras, un pueblo que tiempo atrás los había sometido al aislamiento.
En ese pueblo conoce a un niño aimara de nombre Jesús quien le ofrece alimentos y al poco tiempo entablan una amistad.
Mientras que en el pueblo Chipaya hay pena y temor por la desaparición de Sebastiana, su abuelo Esteban (Esteban Lupi) decide emprender la búsqueda, tras encontrar a la niña, intenta convencerla de volver a su pueblo.
Esteban le cuenta a su nieta historias de cuando su pueblo era próspero y de cuando aún el padre de la pequeña estaba con vida. Luego ambos deciden volver pero tras el esfuerzo hecho el Abuelo cae y le pide a su nieta que lo deje, rápidamente Sebastiana busca ayuda, pero llega demasiado tarde cuando el anciano ya fallece.

## Aporte antropológico
El cortometraje estuvo asesorado por el Profesor Jean Vellard , estudioso de la vida y de las costumbres de este grupo humano, por lo que el film muestra la situación de conflicto y abandono que atraviesan los pueblos del altiplano , así como también sus relaciones de opresión y dependencia entre ellos , como una visión de las relaciones sociales tan opuestas en la historia del país (Bolivia).
Así también muestra la vestimenta, tradiciones, leyendas y rituales de la comunidad, así como el rito del entierro (en el epílogo, el abuelo ha vuelto al seno de la madre tierra).
Son algunas de las razones por la  que el cortometraje fue nombrado como Documento Etnográfico y Antropológico de la Humidad por el Instituto Smithsoniano EEUU, en el año 2005.

## Producción
En 1929 habían presentado la primera película boliviana llamada Wara Wara, le sucedieron muchos intentos de Cine y Documentales mudos, pero con la llegada del sonido que se incorporó al cine, la actividad prácticamente desapareció en Bolivia, por la dificultad de la técnica, pues los equipos y medios eran demasiado costosos para la época.
Pasaron prácticamente veinte años de que el Cine Boliviano se había mantenido en silencio hasta que en 1950 un grupo de pioneros encabezados por Jorge Ruiz realizaron la primera película sonora de carácter documental.
Son ellos los que trabajaron durante mucho tiempo con dificultades y gran esfuerzo en la técnica hasta que consiguen su primer premio internacional en el festival de Uruguay en 1959 por su cortometraje Vuelve Sebastiana el cual es el primer film boliviano en ganar la categoría "Film Etnográfico Folclórico".

## Reparto
- Sebastiana Kespi  - Sebastiana
- Esteban Lupi - Esteban (abuelo de Sebastiana)
- Paulino Lupi - Hermano de Sebastiana
- Irene Lazaro
- Eduardo Lafaye - Narrador
- Armando Silva - Narrador

## Premios
| Año  | Festival                                                                                | País    |
| ---- | --------------------------------------------------------------------------------------- | ------- |
| 1956 | Premio en el II Festival Internacional de Cine Documental y Experimental del S.O.D.R.E. | Uruguay |
| 1958 | Premio en el Festival Santa Margherita                                                  | Italia  |
| 1961 | Premio en el Festival de Cine Documental de Bilbao                                      | España  |
| 1955 | Premio Kantuta de Oro en el Festival de Cine de la Alcaldía Municipal de La Paz         | Bolivia |

## Reconocimientos
- En el año 2005 , "Vuelve Sebastiana" fue nombrada por el Instituto Smithsoniano EEUU , como Documento Etnográfico y Antropológico de la Humidad.[3]
- En el año 2013, El legado cinematográfico de Jorge Ruiz forma parte del Registro Memoria del Mundo de América Latina y el Caribe (MOWLAC) de la UNESCO. Entre ese legado se encuentra, "Vuelve Sebastiana".[6]